# Cantó de Sergines
El cantó de Sergines és un cantó francès del departament del Yonne, situat al districte de Sens. Té 10 municipis i el cap és Sergines.

## Municipis
- La Chapelle-sur-Oreuse
- Compigny
- Courlon-sur-Yonne
- Pailly
- Perceneige
- Plessis-Saint-Jean
- Serbonnes
- Sergines
- Thorigny-sur-Oreuse
- Vinneuf

## Història
| Data d'elecció                           | Identitat                 | Partit           | Qualitat |
| ---------------------------------------- | ------------------------- | ---------------- | -------- |
| 1945-195.                                | M. Beaujard               | Divers gauche    |          |
| 1959-1992                                | Raymond Janot             | UDR, després UDF |          |
| 1992-2011                                | Jean-Claude Leroy         | UMP              |          |
| 2011-                                    | Jean-Jacques Percheminier | Divers gauche    |          |
| les dades anteriors no són pas conegudes |                           |                  |          |
|                                          |                           |                  |          |

## Demografia
| A partir de 1990: Població sense dobles comptes |